# Voleibol na neve
Voleibol na neve é a modalidade do esporte praticado em quadras com neve, sendo uma variante do voleibol de praia.
O circuito mundial desta modalidade foi criado em 2009 e conta com quatro etapas divididas na Áustria, Suíça, Alemanha e Itália.